# اللغة الشانية
لغة شان أو اللغة الشانية هي اللغة الأم التي يستخدمها شعب شان وتنتشر في ولاية شان وبعض مناطق ولاية كاشين في بورما وفي شمال تايلاند وفي مناطق محدودة من آسام، وهي إحدى لغات تاي كاداي القريبة من اللغة التايلندية. وللغة شان خمس نغمات غير موجودة في النغمات الصوتية للغة التايلاندية، إضافة إلى نغمة سادسة تستخدم للتشديد. ويطلق على تلك لغة شان في اللغات التايية تاي ياي أو تاي لونغ.
إن عدد المتحدثين بلغة شان غير محدد نظرًا لعدم وجود تعداد سكاني لشعب شان، إلا أنه في سنة 2001 م قدّر باتريك جونسون وجيسون ماندريك عدد المتحدثين باللغة بنحو 3.2 مليون شخص في بورما، فيما قدّر معهد اللغات والثقافة التابع لجامعة ماهيدول في سنة 2006 م عددهم في تايلاند بنحو 95,000 شخص. تستخدم لغة شان أبجديتها الخاصة التي لم تعد تحظ بانتشار واسع نظرًا للحرب الأهلية في بورما، التي جعلت العديدون يكتبونها بالأبجدية البورمية.